# Discographie de G-Dragon
Depuis 2009, la discographie du rappeur sud-coréen G-Dragon compte trois albums studios, un mini-album et treize singles.

## Albums

### Albums studios
| Titre                                                                                       | Détails de l'album | Meilleures positions | Meilleures positions | Meilleures positions | Ventes                                                                      |        |        |
| Titre                                                                                       | Détails de l'album | COR                  | JPN                  | US                   | Ventes                                                                      |        |        |
| Coréen                                                                                      | Coréen | Coréen               | Coréen               | Coréen               | Coréen                                                                      | Coréen | Coréen |
| ------------------------------------------------------------------------------------------- | --- | -------------------- | -------------------- | -------------------- | --------------------------------------------------------------------------- | ------ | ------ |
| Heartbreaker                                                                                | - Date de sortie : 18 août 2009 - Label : YG Entertainment - Formats : CD, téléchargement numérique | 1                    | —                    | —                    | - KOR: 289 953                                                              |        |        |
| Coup D'Etat                                                                                 | - Date de sortie: 13 septembre 2013 (Physique) (2 septembre 2013 Part I Seulement Digital; 5 septembre 2013 Part II Seulement Digital) - Labels : YG Entertainment, KT Music - Formats : CD, téléchargement numérique, Limited Edition LP | 1                    | 11                   | 182                  | - COR: 209 418 - JPN: 19138 - US: 2000+ - LP record limited to 8,888 copies |        |        |
| Japonais                                                                                    | |                      |                      |                      |                                                                             |        |        |
| Coup D'Etat [+ One Of A Kind & Heartbreaker]                                                | - Date de sortie : 27 novembre 2013 - Label : YGEX - Formats : CD, téléchargement numérique | —                    | 2                    | —                    | - JPN: Plus de 130 601                                                      |        |        |
| "—" montre qu'aucun classement n'a été atteint ou que ce n'est pas sorti dans cette région. | |                      |                      |                      |                                                                             |        |        |

### Extended plays
| One of a Kind                                                                               | - Date de sortie : 15 septembre 2012 - Label : YG Entertainment - Formats : CD, téléchargement numérique | 1 | 12 | 161 | - COR: 256 568 - JPN: 39 619 (Édition coréenne) - TAI: 10 000 (platine) |
| "—" montre qu'aucun classement n'a été atteint ou que ce n'est pas sorti dans cette région. | |   |    |     |                                                                         |

### Album en collaboration
| GD & TOP (avec TOP)                                                                         | - Date de sortie : 24 décembre 2010 - Label : YG Entertainment - Formats : CD, téléchargement numérique | 1 | 8 | - COR: 192 097 - JPN: 16,854 (Korean Edition) |
| "—" montre qu'aucun classement n'a été atteint ou que ce n'est pas sorti dans cette région. | |   |   |                                               |

### Single album
| Good Boy (avec Taeyang)                                                                     | - Date de sortie : 21 novembre 2014 - Label : YG Entertainment - Formats : CD, téléchargement numérique | 1 | - COR: 25 000 |
| "—" montre qu'aucun classement n'a été atteint ou que ce n'est pas sorti dans cette région. | |   |               |

### Albums live
| 1st Live Album: Shine a Light                                                               | - Date de sortie : 3 mars 2010 - Label : YG Entertainment - Formats : CD, téléchargement numérique                          | 1 | — | - COR: 39 401 |
| 2013 G-Dragon World Tour Live CD [One Of A Kind in Seoul]                                   | - Date de sortie : 3 septembre 2013 - Label : YG Entertainment - Formats : CD, téléchargement numérique                     | 2 | — | - COR: 21 359 |
| 2013 G-Dragon 1st World Tour [One Of A Kind] The Final                                      | - Date de sortie : 22 novembre 2013 - Label : YG Entertainment - Format : téléchargement numérique(exclusivement par Genie) | — | — |               |
| "—" montre qu'aucun classement n'a été atteint ou que ce n'est pas sorti dans cette région. | |   |   |               |

## DVDs
| Titre | Détails | JPN |
| ----- | --- | --- |
| 2010  | 1st Live Concert : Shine A Light - Date de sortie : COR: 20 avril 2010, JPN: 24 avril 2010 - Langue : Coréen - Label : YG Entertainment                           | 16  |
| 2013  | G-DRAGON'S COLLECTION DVD: ONE OF A KIND - Date de sortie : COR: 2 avril 2013, JPN: 27 mars 2013 - Langues : Coréen, Japonais - Label : YG Entertainment          | 9   |
| 2013  | G-Dragon World Tour DVD [One Of A Kind in Seoul] - Date de sortie : COR: 13 septembre 2013, JPN: 18 septembre 2013 - Langue : Coréen - Label : YG Entertainment   | 6   |
| 2013  | G-Dragon World Tour One Of A Kind In Japan Dome Special - Date de sortie : 20 novembre 2013 - Langue : Japonais - Label : YG Entertainment                        | 3   |
| 2013  | G-DRAGON'S COLLECTION DVD II: COUP D'ETAT - Date de sortie : COR: 24 décembre 2013, JPN: 25 décembre 2013 - Langues : Coréen, Japonais - Label : YG Entertainment | 26  |
| 2014  | G-Dragon World Tour DVD [One Of A Kind THE FINAL in Seoul + World Tour] - Date de sortie : JPN: 12 février 2014 - Langue : Coréen - Label : YG Entertainment      | 8   |
| 2014  | ONE OF A KIND 3D ～G-DRAGON 2013 1ST WORLD TOUR～ DVD - Date de sortie : 21 avril 2014 - Langue : Coréen - Label : YG Entertainment                               | 32  |
| 2014  | G-DRAGON × TAEYANG IN PARIS 2014 - Date de sortie : 18 juin 2014 - Langue : Coréen - Label : YG Entertainment                                                     | 8   |

## Singles

### En tant qu'artiste principal
| Année | Titre                                       | Meilleures positions | Meilleures positions | Ventes         | Album         |
| Année | Titre                                       | KOR Gaon             | KOR Billboard        | Ventes         | Album         |
| ----- | ------------------------------------------- | -------------------- | -------------------- | -------------- | ------------- |
| 2006  | "This Love"                                 | —                    | —                    |                | Bigbang Vol.1 |
| 2009  | "Heartbreaker"                              | —                    | —                    | COR: 4 407 355 | Heartbreaker  |
| 2009  | "Breathe"                                   | —                    | —                    |                | Heartbreaker  |
| 2009  | "A Boy"                                     | —                    | —                    |                | Heartbreaker  |
| 2009  | "Butterfly" (featuring Jin Jung)            | —                    | —                    |                | Heartbreaker  |
| 2010  | "Heartbreaker" (Remix) (featuring Flo Rida) | 8                    | —                    |                | Shine A Light |
| 2012  | "That XX"                                   | 1                    | 3                    | COR: 1 767 870 | One of a Kind |
| 2012  | "One of a Kind"                             | 9                    | 14                   | COR: 619 402   | One of a Kind |
| 2012  | "Crayon"                                    | 3                    | 4                    | COR: 1 746 682 | One of a Kind |
| 2013  | "MichiGO"                                   | 17                   | 17                   | COR: 287 998   | Coup D'Etat   |
| 2013  | "Coup D'Etat" (featuring Diplo et Baauer)   | 5                    | 15                   | COR: 430 164   | Coup D'Etat   |
| 2013  | "Crooked"                                   | 3                    | 2                    | COR: 1 424 444 | Coup D'Etat   |
| 2013  | "Who You"                                   | 1                    | 4                    | COR: 981 454   | Coup D'Etat   |

### En collaboration
| Année | Titre                                                       | Meilleures positions | Meilleures positions | Ventes                     | Album              |
| Année | Titre                                                       | COR                  | US World             | Ventes                     | Album              |
| ----- | ----------------------------------------------------------- | -------------------- | -------------------- | -------------------------- | ------------------ |
| 2011  | "High High" (with T.O.P)                                    | 1                    | —                    | - COR: 1 338 924           | GD & TOP           |
| 2011  | "Oh Yeah" (avec T.O.P featuring Park Bom)                   | 2                    | —                    | - COR: 1 380 732           | GD & TOP           |
| 2011  | "Knock Out" (avec T.O.P)                                    | 3                    | —                    |                            | GD & TOP           |
| 2011  | "Intro" (avec T.O.P)                                        | —                    | —                    |                            | GD & TOP           |
| 2011  | "Baby Goodnight" (avec T.O.P)                               | 13                   | —                    |                            | GD & TOP           |
| 2011  | "Don't Go Home" (avec T.O.P)                                | 22                   | —                    |                            | GD & TOP           |
| 2011  | "Having an Affair" (avec Park Myung-soo featuring Park Bom) | 1                    | —                    | - COR: 3 625 939           | Infinite Challenge |
| 2013  | "Going To Try" (avec Jeong Hyeong-don)                      | 2                    | —                    | - COR: 827 977             | Infinite Challenge |
| 2014  | "Good Boy" (avec Taeyang)                                   | 5                    | 1                    | - COR: 1 148 501           | YG Hip Hop Project |
| 2015  | "Zutter" (avec T.O.P)                                       | 2                    | 2                    | - COR: 648 600 - US: 6 000 | E / MADE           |
| 2015  | "Mapsosa" (avec Taeyang, Kwanghee)                          | 2                    | -                    | - COR: 865 363             | Infinite Challenge |

## Autres chansons classées
| Année | Titre                                                     | Meilleures positions | Meilleures positions | Ventes         | Album         |
| Année | Titre                                                     | KOR Gaon             | KOR Billboard        | Ventes         | Album         |
| ----- | --------------------------------------------------------- | -------------------- | -------------------- | -------------- | ------------- |
| 2009  | "The Leaders" (featuring Teddy Park et CL)                | 15                   | —                    |                | Heartbreaker  |
| 2009  | "Hello" (featuring Sandara Park)                          | 10                   | —                    |                | Heartbreaker  |
| 2009  | "She's Gone" (featuring Kush)                             | 33                   | —                    |                | Heartbreaker  |
| 2009  | "Korean Dream" (featuring Taeyang)                        | 37                   | —                    |                | Heartbreaker  |
| 2009  | "Gossip Man"                                              | 22                   | —                    |                | Heartbreaker  |
| 2009  | "1 Year Station"                                          | 54                   | —                    |                | Heartbreaker  |
| 2012  | "In The End/Without You/Eventually" (featuring Kim Eunbi) | 10                   | 15                   | COR: 540 470   | One of a Kind |
| 2012  | "Missing You" (featuring Kim Yoon-Ah de Jaurim)           | 2                    | 2                    | COR: 1 772 172 | One of a Kind |
| 2012  | "Today" (featuring Kim Jongwan de Nell)                   | 17                   | 20                   | COR: 619 402   | One of a Kind |
| 2013  | "Niliria" (featuring Missy Elliott)                       | 9                    | 30                   | COR: 239 129   | Coup D'Etat   |
| 2013  | "Black" (featuring Jennie Kim)                            | 2                    | 3                    | COR: 871 025   | Coup D'Etat   |
| 2013  | "R.O.D." (featuring Lydia Paek)                           | 6                    | 21                   | COR: 418 656   | Coup D'Etat   |
| 2013  | I Love It" (featuring Zion.T et Boys Noize)               | 20                   | 13                   | COR: 262 125   | Coup D'Etat   |
| 2013  | "Shake the World"                                         | 25                   | 29                   | COR: 185 423   | Coup D'Etat   |
| 2013  | "Runaway"                                                 | 27                   | 26                   | COR: 181 284   | Coup D'Etat   |
| 2013  | "Niliria (G-Dragon ver.)"                                 | 32                   | 38                   | COR: 136 575   | Coup D'Etat   |
| 2013  | "You Do"                                                  | 35                   | —                    | COR: 104 333   | Coup D'Etat   |

## Vidéographie

### Clips vidéos
| Année | Clip vidéo                                | Note                                           |
| ----- | ----------------------------------------- | ---------------------------------------------- |
| 2001  | "G-Dragon" a.k.a. "My Age is 13"          |                                                |
| 2001  | Perry - "Storm"                           | Feat. G-Dragon, Masta Wu, Sean                 |
| 2002  | YG Family - Hip Hop Gentlemen             |                                                |
| 2002  | YG Family - "YMCA Baseball Team"          |                                                |
| 2002  | YG Family - "Get Ready"                   | Il fait une apparition, ne chante pas          |
| 2003  | 1TYM - "Hot"                              | Il fait une apparition, ne chante pas          |
| 2004  | Jinusean - "Telephone number"             | Il fait une apparition, ne chante pas          |
| 2009  | W-Inds. - "Rain Is Fallin'"               |                                                |
| 2009  | 2NE1 - "Fire" (Street Ver.)               | Trolling Dancer entre Minzy                    |
| 2009  | Seungri - "Strong Baby"                   |                                                |
| 2009  | "Heartbreaker"                            |                                                |
| 2009  | "Breathe"                                 |                                                |
| 2009  | "She's Gone"                              |                                                |
| 2009  | "Butterfly"                               |                                                |
| 2009  | "A Boy"                                   |                                                |
| 2010  | "Gmarket Party!"                          | Chanson pour Gmarket                           |
| 2010  | Taeyang - "I Need A Girl"                 | Apparition avec Sandara Park                   |
| 2012  | Se7en - "When I Can't Sing"               | Il fait une apparition, ne chante pas          |
| 2012  | "One Of A Kind"                           |                                                |
| 2012  | "That XX"                                 | En collaboration avec Jennie Kim               |
| 2012  | "Crayon"                                  |                                                |
| 2013  | "미치GO (Michi GO)"                       |                                                |
| 2013  | "Coup D'etat"                             |                                                |
| 2013  | "삐딱하게 (Crooked)"                      |                                                |
| 2013  | Taeyang - "Ringa Linga"                   | Il fait une apparition, ne chante pas          |
| 2013  | CL - "The Baddest Female"                 | Il fait une apparition, ne chante pas          |
| 2013  | "니가 뭔데 (Who You?)"                    |                                                |
| 2014  | PSY - "Hangover feat. Snoop Dogg"         | Il fait une apparition, ne chante pas          |
| 2014  | Daesung - "Look at Me, Gwisun (JPN ver.)" | Il fait une apparition, ne chante pas          |
| 2014  | GD × Taeyang - "Good Boy"                 | - YG Hip Hop Project - Dirigé par Colin Tilley |